# Michele Hicks
Michele Hicks (Contea di Essex, 4 giugno 1973) è un'attrice ed ex modella statunitense.

## Carriera

### Moda
Michele Hicks inizia la carriera di modella nei primi anni '90 tra gli Stati Uniti e l'Europa. Compare sulle copertine di Vogue, Elle, Marie Claire, D - la Repubblica delle donne, Dazed, L'Officiel. Diventa il volto di brand come Gianni Versace, Chanel, Marc Jacobs, Miu Miu, Karl Lagerfeld, Givenchy, John Galliano, Gianfranco Ferré, Dolce & Gabbana, Jean-Paul Gaultier, Fendi, Banana Republic, Calvin Klein, Prada, Mariella Burani, Canon. Nel 1999 compare tra le pagine del calendario Pirelli.
Ha lavorato con fotografi del calibro di Paolo Roversi, Steven Meisel, Steven Klein, Mario Sorrenti, Gilles Bensimon, Ellen von Unwerth. Ha sfilato per Anna Sui, Marc Jacobs, John Galliano, Antonio Berardi, Alexander McQueen, Vivienne Westwood, Chanel, Fendi, Karl Lagerfeld, Trussardi, Miu Miu, Prada, Dolce & Gabbana, Calvin Klein, Julien MacDonald, Nicole Miller, Todd Oldham, Anna Molinari, Blumarine, Alessandro Dell'Acqua, Alberta Ferretti, Emanuel Ungaro, Sonia Rykiel, Cristóbal Balenciaga, Paco Rabanne, Moschino, DKNY, Zac Posen, Chloé, Christian Dior, Valentino, Givenchy, Versace, Jean-Paul Gaultier, Genny.

### Cinema
Alla fine degli anni novanta fa il suo debutto di attrice nel panorama del cinema indipendente. Ha preso parte nel film del 2001 Mulholland Drive di David Lynch. È principalmente un'attrice per le televisioni, infatti ha fatto comparse o preso parte come cast fisso in diverse serie televisive come Orange Is the New Black ed Elementary.

## Vita privata
Dal luglio 2008 è sposata con il collega britannico Jonny Lee Miller, con il quale ha un figlio.

## Filmografia parziale

### Cinema
- Twin Falls Idaho, regia di Michael Polish (1999)
- Everything Put Together, regia di Marc Forster (2000)
- Mulholland Drive, regia di David Lynch (2001)
- Northfork, regia di Michael Polish (2003)
- What We Do Is Secret, regia di Rodger Grossman (2007)
- Chlorine, regia di Jay Alaimo (2013)

### Televisione
- Law & Order: Criminal Intent (2001)
- Law & Order - Unità vittime speciali (2003)
- CSI: NY (2004)
- Cold Case - Delitti irrisolti (2004)
- The Shield (2004-2008)
- Heist (2006)
- Life (2009)
- The Mentalist (2010)
- Blue Bloods (2015)
- Mr. Robot (2015)
- Public Morals (2015)
- Elementary (2017)
- Orange Is the New Black (2018)

## Doppiatrici italiane
Nelle versioni in italiano dei suoi lavori, Michele Hicks è stata doppiata da:
- Daniela Calò in Law & Order: Unità vittime speciali, The Mentalist, Mr. Robot
- Angela Brusa in Law & Order: Criminal Intent
- Maria Letizia Scifoni in CSI: NY
- Tatiana Dessi in Cold Case - Delitti irrisolti
- Monica Ward in The Shield
- Francesca Fiorentini in Heist
- Monica Bertolotti in Blue Bloods
- Selvaggia Quattrini in Elementary

## Videoclip
- Letting the Cables Sleep - Bush (2000)

## Agenzie
- Models 1